# Acacia confluens
Acacia confluens — вид квіткових рослин з родини бобових. Ареал: Австралія (сх. Південна Австралія).

## Екологія
Росте в балках і на кам'янистих схилах пагорбів, зростаючи на скелетних вапняних суглинистих ґрунтах як частина високих чагарникових угруповань.

## Біоморфологічна характеристика
Кущ зазвичай досягає висоти 2–3 м і має розлогу крону, що нагадує парасольку. Він часто поділяється на кілька похило висхідних стебел навколо основи та утворює досить щільний полог. Кутасті, гладкі гілочки мають червонуватий або коричневий колір із сіруватою корою, яка має тріщини біля основи стебла. Зелені філодії косоланцетної форми мають довжину від 7 до 14 см і ширину від 5 до 25 мм. Цвіте нерегулярно з червня по вересень, утворюючи жовті квітки. Пазушні суцвіття можуть з'являтися поодинці або групами по десять. Великі квіткові головки містять від 40 до 60 блідо-жовтих квіток. Товсті лінійні темно-коричневі плоди мають довжину від 10 до 25 см і ширину від 10 до 15 мм і можуть бути прямими або зігнутими.